# Victor Goldschmidt (filósofo)
Victor Goldschmidt (Berlim, 28 de setembro de 1914 – 25 de setembro de 1981) foi um filósofo francês e historiador da filosofia.
Nascido na Alemanha, Goldschmidt emigrou à França em 1933. Ele estudou na Sorbonne e na Escola Prática de Altos Estudos com Henri Marguerite.
De acordo com Jacques Brunschwig, Goldschmidt "fez seu nome com a publicação de sua tese, Les Dialogues de Platon, em 1947", que contava com Martial Gueroult dentre os membros de sua banca examinadora. Lecionou na Universidade de Rennes entre 1956 e 1966, depois em Clermont-Ferrand entre 1966 e 1976 e, finalmente, lecionou em Amiens até sua morte. Ele também lecionou na École normale supérieure de jeunes filles, em Sèvres.
O manuscrito do livro de Goldschmidt sobre as visões de tempo de Aristóteles, Temps physique et temps tragique chez Aristote, foi entregue ao editor na véspera de sua morte.
Uma obra foi publicada em memória de Goldschmidt sob o título Histoire et Structure (1985).
Ainda que Goldschmidt seja frequentemente considerado um discípulo do filósofo Martial Gueroult, Jacques Brunschwig reconsiderou o vínculo. Jacques Brunschwig  observou que na segunda edição de sua tese Godschmidt reconhece uma dívida maior com o "rigor" de Émile Bréhier, não com Martial Gueroult.

## Obras
- Essai sur le Cratyle (Ensaio sobre Cratylus), 1940.
- Les Dialogues de Platon (Os Diálogos de Platão), 1944. 2ª ed., 1963.
- Le paradigmae dans la dialectique platonicienne (Exemplificação na dialética platônica), 1947
- Le Système stoïcien et l'idée de temps (O sistema estóico e a ideia de tempo), Paris, Vrin, 1953.
- 'A propos de Descartes selon l'ordre des raisons', Revue de métaphysique et de morale, 1957.
- Platonisme et pensée contemporaine (Platonismo e pensamento contemporâneo), 1970.
- Questions platoniciennes (Questões platônicas), 1970.
- Anthropologie et politique, les principes du système de Rousseau (Antropologia e política: os princípios do sistema de Rousseau), 1974.
- La doutrina d'Epicure et le droit (A doutrina de Epicuro e a direita), 1978.
- 'Remarques sur la méthode estruturale en histoire de la philosophie' (Notas sobre o método estrutural na história da filosofia), em Métaphysique, Histoire de la philosophie. Recueil d'études offert a Fernand Brunner à l'occasion de son 60ème anniversaire, Neuchâtel, 1981, p. 213-240.
- 'Préface' e 'La théorie épicurienne du droit', em Jonathan Barnes et al., Ciência e especulação: estudos em teoria e prática helenística, Cambridge: Cambridge University Press, 1982.
- Temps physique et temps tragique chez Aristote: Commentaire sur le Quatrième livre de la Physique (10-14) et sur la Poétique (Tempo físico e tempo trágico em Aristóteles: Comentário ao quarto livro da Física (10-14) e ao Poética).